# Vienne reste toujours Vienne
Pour plus de détails, voir Fiche technique et Distribution.
Vienne reste toujours Vienne (titre original : Die ganze Welt ist himmelblau) est un film autrichien réalisé par Franz Antel, sorti en 1964.

## Synopsis
Evelyn, fille de l'entrepreneur américain John P. Hoover et arrière-petite-fille de la célèbre danseuse viennoise Fanny Elssler, est elle-même danseuse professionnelle. Cependant, les critiques et le public sont corrompus à leur insu par leur père riche - l'un avec des billets d'entrée, l'autre avec de l'argent. Quand Evelyn a une conversation sur son talent prétendument médiocre, elle découvre les manipulations de son père. Elle s'échappe ensuite à Vienne avec un groupe organisé par la compagnie de son père. Elle espère qu'elle réussira à faire une carrière de danseuse - comme son célèbre parent.
La représentation viennoise du groupe Hoover est informée par le siège social de la fugue de la fille du patron. M. Burian, le chef local, ne remarque pas à temps qu'Evelyn se cache derrière l'invitée avec le mauvais nom, Peggy Meyer. Evelyn rencontre le policier viennois Peter, qui tombe amoureux d'elle et lui donne une place de serveuse dans le café de M. Muckenhuber. Il soutient le milieu artistique, y compris Peter, qui travaille comme chanteur.
Le père d'Evelyn est toujours préoccupé par la disparition de sa fille. Puisque Burian ne peut pas la trouver, il vient à Vienne. Evelyn est maintenant tombée amoureuse de Peter, qui lui montre les plus beaux côtés de Vienne. Il apprend entre-temps qu'une personne nommée Peggy Meyer d'Interpol est recherchée et craint que sa Peggy soit elle.

## Fiche technique
- Titre français : Vienne reste toujours Vienne[1]
- Titre original autrichien : Die ganze Welt ist himmelblau
- Titre allemand : Rote Lippen soll man küssen
- Réalisation : Franz Antel assisté d'Otto Stenzel
- Scénario : Kurt Nachmann
- Photographie : Hanns Matula
- Montage : Paula Dvorak
- Musique : Johannes Fehring
- Son : Herbert Janeczka
- Direction artistique : Ferry Windberger
- Costumes : Inge Lüttich
- Producteurs : Karl Spiehs, Adolf Eder
- Société de production : Wiener Stadthalle
- Société de distribution : Exportfilm Bischoff & Co.
- Pays d'origine :  Autriche
- Langue : allemand, anglais
- Format : Couleur — 35 mm — 1,66:1 — Son : Mono
- Genre : Comédie romantique
- Durée : 95 minutes
- Dates de sortie :
  - Autriche : 17 janvier 1964.
  - Allemagne : 17 janvier 1964.
  - France : 30 septembre 1966[1].

## Distribution
- Johanna Matz : Evelyn Hoover
- Peter Weck : Peter
- Gunther Philipp : M. Burian
- Gustav Knuth : John P. Hoover
- Peter Vogel : Frank
- Paul Hörbiger : Muckenhuber
- Trude Herr : Mme Kiekebusch
- Josef Egger : Gutschober
- Rudolf Carl : Tormeisl
- Alma Seidler : Resi
- Evi Kent : Inge
- Sabine Sesselmann : Candy
- Raoul Retzer : M. Havranek
- Eddie Constantine dans son rôle
- Vico Torriani dans son rôle
- Chubby Checker dans son rôle
- Georges Dimou dans son rôle
- Doriss Girls dans leurs rôles